# Epitoxis amazoula
Epitoxis amazoula är en fjärilsart som beskrevs av Jean Baptiste Boisduval 1847. Epitoxis amazoula ingår i släktet Epitoxis och familjen björnspinnare. Inga underarter finns listade i Catalogue of Life.